# Јин и јанг
У кинеској филозофији, концепт јин и јанг (такође јин-јанг или јин јанг; појед. кин. 阴阳; пинјин yīnyáng) представља комплементарност наизглед супротних снага, међусобно повезаних и међусобно зависних у природном свету. Многе материјалне дуалности (као што су светлост и тама, ватра и вода, ширење и скупљање) сматрају се физичким манифестацијама дуалности коју симболизује концепт јин и јанг. Ово двојство присутно је у многим гранама класичне кинеске науке и филозофије, а такође је и примарни концепт традиционалне кинеске медицине и различитих облика кинеских борилачких вештина и вежби (нпр. багуаџанг, тајђићуен, ћигонг).
Двојност се може наћи у многим системима веровања, али јин и јанг су делови јединства које се такође повезује са концептом дао. Јин и јанг се у том смислу посматрају као комплементарне (а не супротстављене) снаге које ступају у интеракцију како би формирале динамичан систем у коме је целина важнија од окупљених делова. Све има и јин и јанг аспекте, а један од њих може се манифестовати више или мање у одређеном објекту (чак и када делује да је испољен само један аспект, он не може да постоји без другог – на пример, сенка не може да постоји без светла). Слика јин јанг (тј. симбол таиђиту) показује равнотежу између две супротности са по мало супротног елемента у сваком делу.
У даоистичкој метафизици је разлика између доброг и лошег, заједно са другим дихотомним моралним судовима, ствар перцепције, а не стварности; тако је дуалност јина и јанга недељива целина. Са друге стране, у конфуцијанској етици, пре свега у филозофији Донг Џонгшуа (појед. кин. 董仲舒; пинјин Dǒng Zhòngshū; око 2. века п. н. е.), за идеју јина и јанга је везана морална димензија.
Митолошке животиње које метафорички представљају јин и јанг су змај (јанг) и феникс (јин); често се могу видети као декоративни мотив у кинеским ресторанима.

## Историја
Принцип јин и јанг је фундаментални концепт кинеске филозофије и културе, и датира из 3. века п. н. е., а можда и раније. Овај принцип подразумева да све ствари постоје као спој нераздвојивих супротности. Две супротности се привлаче и допуњују једна другу, и као што њихов симбол приказује, свака страна у свом центру има елемент друге стране (која је представљена малом тачком). Ниједна страна није супериорна у односу на другу, али повећање једне доприноси смањењу друге, те прави баланс мора бити постигнут да би дошло до хармоније.
Концепт јин и јанг је постао популаран кроз рад кинеске школе Јинјанг (трад.кин. 陰陽家; појед.кин. 阴阳家; пинјин Yīnyángjiā), одн. Натуралистичке школе, која је проучавала филозофију и космологију у 3 . веку пре нове ере. Први предлагач ове теорије био је Цоу Јен (трад. кин. 鄒衍; појед. кин. 邹衍; пинјин Zōu Yǎn; 305. п. н. е. — 240. п. н. е.), који је веровао да је живот прошао кроз пет фаза (wuxing) – ватра, вода, метал, дрво, земља – који се непрекидно мењају кроз принцип јин и јанг. Натуралистичка школа је промовисала идеју о хармоничном животу у складу са законима природе. Учењаци ове школе тумачили су природне феномене и посматрали како се они приказују у људском телу кроз здравље и болест. Јин и јанг и Пет елемената су тако постали саставни део кинеске филозофије.
У кинеској митологији, јин и јанг су рођени из хаоса, када је универзум тек био створен, и верује се да јин и јанг хармонично постоје у центру Земље. Током стварања Земље, достизање њихове хармоније и баланса омогућило је рађање Пангу-а, првог човека (према кинеској митологији). Уз то, први богови Фуси, Нува и Шеннонг су рођени из јина и јанга. У кинеској религији, даоисти фаворизују јин док конфуцијанци фаворизују јанг.
Како се наводи у класичном кинеском спису Ји Ђинг (познато и као Књига промена), константно мењање везе између два пола (јин и јанг) је одговорно за константни ток универзума и живота. Када постоји неравнотежа између ове две енергије, настају катастрофе као што су поплаве, суше и куге.
Јин и јанг су фундаментални концепти у традиционалној кинеској медицини и представљају темељ постављања дијагнозе и лечења. Најраније спомињање јина и јанга је у књизи Ји Ђинг (Књига промене) око 700. године п. н. е. У овом делу, сви феномени су објашњени постојањем јина и јанга. Карактеристике које се приписују овим комплементарним принципима су:
јин – женско, пасивно, негативни принцип у природи
```
месец, тамно, север или тамна страна брда
```

```
јужно од реке
```

јанг – позитивно, активно, мушки принцип у природи
```
јужна, сунчана страна брда
```

```
северно од реке
```

Јин и јанг се традиционално представљају пуном и прекинутом линијом:
Комбинујући јин и јанг, добијамо 4 фазе:
Додавањем још једне линије, формира се осам триграма Ба Гуа (појед. кин. 八卦; пинјин bāguà) који приказују све правце.
Осам триграма су комбиновани да би формирали 64 хексаграма, симболизујући све могуће феномене Универзума. Ови хексаграми су основни текст кинеског класичног списа Ји Ђинг.
У кинеској традицији су примећене 2 фазе константне цикличне промене. Јин се константно мења у јанг и назад у јин. Ово се може видети у променама четири годишња доба и променама кроз један дан (24 сата).
Четири главна аспекта везе између јина и јанга су:
1. Супротност
Они су или на супротним странама круга, као годишња доба у години, или, супротности континуума енергије и материје. Ове супротности су релативне, и о њима може да се говори само у међусобним везама. На пример: вода је јин, блиска са паром, али јанг је близак леду. јин и јанг никада нису статични, већ у константном балансу који се мења.
2. Међузависност: не могу да постоје један без другог
Дијаграм Таиђи показује везу између јина и јанга и илуструје њихову међузависност. Ништа није у потпуности јин или у потпуности јанг. Када се достигне потпуно стање јина, јанг почиње да расте. У јину постоји семе јанга и супротно. Они се константно трансформишу једно у друго. На пример: без материје, нема енергије; без ноћи, нема дана. У кинеским класицима се тврди: „јин ствара јанг, и јанг активира јин“.
3. Узајамно прожимање
Релативни нивои јина и јанга се континуирано мењају. То је углавном хармонична промена, али када јин и јанг нису у балансу, утичу један на другог, и превише једног од њих може да ослаби (поједе) другог.
Четири могућа стања дисбаланса:
1. надмоћ (вишак) јина
2. надмоћ (вишак) јанг
3. слабост (недостатак) јина
4. слабост (недостатак) јанга
5. Унутрашња трансформација

Једно може да се промени у друго, али ово није насумичан догађај, већ се дешава само када је право време. На пример: пролеће долази када се заврши зима.

## Лингвистички аспекти
Кинески изрази јин (трад.кин. 陰; појед.кин. 阴; пинјин yīn) и јанг (трад. кин. 陽; појед. кин. 阳; пинјин yang) се у језичком смислу могу анализирати појединачно као карактери, по изговору и етимологији, значењима, као топоними или као позајмљенице.
Када је у питању заједничка употреба, овај израз се у овом значењу увек користи као јин јанг. У кинеском постоје неке фразе које се изговарају јангјин - попут 洋銀 (буквално преведено: страно сребро) „сребрни долар/новчић“, али се у речницима нигде не бележи јангјин као филозофски концепт. Иако јанг и јин могу да се јаве заједно у контексту, јангјин није сличан јинјангу. У питању је „неповратни бином“, што је лингвистички израз за фразе где две речи „А-Б“ не могу уобичајено да се преокрену и имају значење као „Б-А“ (нпр. израз „мртав уморан“ није синониман изразу „уморан мртав“).
У кинеском језику образац за коришћење биномских структура користи А за позитивну, а Б за негативну страну, где је А доминантна или битнија од Б, нпр. тијенди (tiandi) 天地 „небо и земља“ и нан ну (nannü) 男女 „мушкарци и жене“. Значење јинјанга као „тама и светло; жена и мушкарац; месец и сунце“ је изузетак. Учењаци су дошли до разних објашњења због чега јинјанг не користи свој уобичајени образац, укључујући и „лингвистичку погодност“ (лакше је рећи јинјанг него јангјин), да је у прото-кинеском друштву владао матријархат, или пошто је јинјанг постао истакнутији током периода Зараћених држава, овај израз је намерно упућен као изазов да би „изазвао“ културалне претпоставке.

### Кинески карактери
Традиционални кинески карактери 陰 и 陽 за речи јин (yīn) и јанг (yáng) се класификују као карактери радикално-фонетске врсте. Њихово семантичко значење долази од "阝" (или "阜( fù)") – радикала за брдо, насип или узвишено земљиште, док јин (појед.кин. 侌, yīn) и јанг (појед. кин. 昜, yáng) врше улогу фонетског показатеља. Први од наведених фонетских карактера - јин (појед кин. 侌, yīn) „облачно” идеографски спаја ђин (појед. кин. 今, jīn ) „сада, садашњост” и јун (појед. кин. 云, yún) „облак”. Јанг (појед. кин. 昜, Yáng) „светло” у себи има Ж (rì) 日 „сунце” и 勿 „силазак (сунчевих) зракова”. Тај карактер се може проширити додавањем радикала за сунце 日 како би настао карактер јанг (yáng, трад. кин. 暘) који носи значење изласка сунца или сунчеве светлости. Радикал за брдо 阝са претходно наведеним јин (трад. кин. 侌, yīn) карактером ствара јин (трад. кин. 陰, yīn) „затамљена страна брда” док јанг (трад. кин 陽, yáng), супротно, значи „осветљена страна брда”. У класичном кинеском језику, комбинација та два карактера са карактером таи (појед. кин. 太, tài ) „велики, диван, истакнут” чини имена два небеска тела. Таијин (трад. кин. 太陰,Tàiyīn) „месец” и Таијанг (трад. кин. 太陽, Tàiyáng) „сунце”.
Упрошћени карактери 阴 и阳, yīn и yáng, мешају исти радикал за „брдо” или „узвишицу” са не-фонетским јуе (појед. кин. 月, yuè) „месец” и Ж (појед.кин 日, rì) „сунце” карактерима. Тиме се сликовно описује „осенчена/осветљена страна брда”.

### Значења
Јин (yin) и јанг (yang) су речи са веома компликованим значењем.
У речницима се дају следећа значења:
Jin (陰 или 阴): 
- (филозофија) негативан/пасиван/женски принцип у природи
- презиме – ограничена морфема
- месец
- осенчени (део нечега)
- прикривен, тајни, сакривен
- негативан
- северна страна брда
- јужна страна реке
- задњи део стеле
- „у дубини” – Статични глагол
- наоблачити (нешто, некога)
- (бити) злокобан

Jang (陽 или 阳):
- (филозофија) позитиван/активан/мушки принцип у природи – ограничена морфема
- сунце
- опуштен, у мировању
- отворен, очит
- припадник овог света (такође важи и за предмет)
- мужеван
- јужна страна брда
- северна страна реке

Сложеница јинјанг (陰陽 или 阴阳) носи значење:
- јин и јанг;
- супротности;
- древна кинеска астрономија;
- тајанствене вештине;
- шаман(изам);
- астролог;
- геоманцер.

### Топоними
Многи називи за места у Кини (топоними) садрже у себи реч јанг (светла страна) и пар њих садржи јин (тамна страна). У Кини, као и на другим местима у северној хемисфери, сунчева светлост углавном долази са југа, и због тога ће јужни део планине или северна обала реке примити више директне сунчеве светлости него њена супротна страна.
Јанг се односи на „јужну страну брда” у називу места Хенгјанг (појед. кин. 衡陽, пинјин Héngyáng) које се налази јужно од врха Хенг (појед. кин. 衡山, пинјин Héng Shān) у провинцији Хунан, а на северну обалу реке у Луојангу (појед. кин. 洛陽, пинјин Luòyáng) који се налази северно од реке Луо (појед. кин. 洛河, пинјин Luòhé) у Хенану.
Јин се односи на „северну страну брда” у Хуајину (појед. кин. 華陰, пинјин Huáyīn) који се налази северно од врха Хуа (појед. кин. 華山, пинјин HuàShān) у провинцији Шанси.

## Симболизам и значај
У симболу јин јанг, јин је црна страна са белом тачком, а јанг је бела страна са црном тачком. Однос између јина и јанга се често описује као сунчева светлост која се игра преко планине и долине. Јин (буквално „место у сенци” или „северни нагиб”) је тамна област заклоњена од стране планине, док јанг (буквално „сунчано место” или „јужни нагиб”) је осветљени део. Како се Сунце креће преко неба, јин и јанг постепено мењају места једно с другим, откривајући шта је заклоњено и заклањајући оно што је откривено.
Јин представља споро, мекано, попустљиво, дифузно, хладно, мокро, и пасивно; и повезан је са водом, земљом, месецом, женским и ноћу.
С друге стране, јанг представља брзо, тврдо, чврсто, фокусирано, топло, суво, и активно; повезан је са ватром, небом, сунцем, мушким и даном.
Јин и јанг се односи и на људско тело. У традиционалној кинеској медицини добро здравље директно је повезано са равнотежом између јина и јанга унутар организма. Ако јин и јанг постану неуравнотежени, сматра се да је један од квалитета у мањку или има вишка.

### Ји Ђинг
У Ји Ђингу, првобитно књизи упутстава за прорицање из периода Западни Џоу (1046—771. п. н. е.), јин и јанг су приказани као испрекидане и пуне линије: јин је испрекидана (⚋), а јанг је пуна линија (⚊) . Они се затим комбинују у триграме који су више јанг (нпр ☱) или више јин (нпр ☵), у зависности од броја испрекиданих и пуних линија (нпр ☰ изразито јанг, а ☷ је изразито јин). Триграми су комбиновани у хексаграме (нпр ䷕ и ䷟). Осам триграма комбинованих у 64 хексаграма чине основни текст овог списа и они симболизују све могуће феномене Универзума. Позиције и број јин и јанг линија у оквиру триграма одређују значење триграма, док се у хексаграму горњи триграм сматра јангом у односу на доњи триграм, јин, чиме се омогућава сложени приказ међусобних односа.
Све промене и преображаји су производ кретања. У свемиру постоје две основне силе: делотворна звана јанг (позитивни елеменат, мушко) и пријемчива звана јин (негативни елеменат, женско). Међусобно деловање ове две основне силе ствара све врсте кретања и промена. У Да џуану налазимо следећу тврдњу: „Јака и слаба (сила) се смењују, и тако настају промена и преображај,” (I, II, 10) као и ову:

Један јин и један јанг називају се тао. Када наставља, он је доброта. Када довршава, он је суштина... Оно што је одвојено од Таоа назива се судбина. Оно што се показује у човеку назива се природа. Сједињени Тао се раздваја како би употпунио природе појединаца. Природе свих ствари сједињују се како би употпуниле целину Таоа. Један јин и један јанг чине да се Тао никада не завршава.— Ји Ђинг, превод Давида Албахарија, 2005, стр. 22, 
На пример, јанг је дан у односу на јин, ноћ, али дан је такође и ујутру и пред сумрак. Јутро када сунце изађе је више јанг него предвечерје када сунце залази; и зора и сумрак су јин и јанг. Дан постаје ноћ, лето постаје зима, наша тела се крећу па стану, хладно нам је па је вруће, будни смо а затим спавамо. Самим тим, промене из јина у јанг и из јанга у јин су увек цикличне.

### Таиђиту
Симбол под називом Таиђиту (поједностављени кинески: 太极图, пинјин: tài jí tú), је добро познати кинески јин јанг симбол (дословно „дијаграм врховног ултимативног”). Термин се обично користи да означи једноставну форму „подељеног круга”, али се може односити на било коју од неколико шематских дијаграма који представљају ове принципе, као што је свастика, која је заједничка за хиндуизам, будизам и ђаинизам. У другим културама су се појављивали слични симболи, као што су симболи у келтској уметности и ознаке на римским штитовима.
Заједно, симболичке боје јин и јанг, црно (симболизује таму, одсуство светлости) и бело (светлост), чине круг који симболизује даоизам. Овај графички приказ је далеко новијег датума него саме речи. Свака страна садржи семе своје супротности.

### Таиђићуен
Реч таиђи (太极) је древни даоистички филозофски термин који симболизује интеракцију јина и јанга који представљају супротности истих сила у природи. Таиђићуен (поједностављени кинески: 太极拳, пинјин: tàijí quán), облик борилачке вештине, се често описује као скуп принципа јина и јанга примењен на људско тело и на тело животиње. Таиђи се често преводи као „врховно ултимативно” (супротно од ву ђи 无极 што значи „без ултимативног”), док ћуен 拳 значи „песница” или „песничење”. Један од основних принципа таиђићуена јесте да тврдоћа долази из мекоће и брзина долази из спорости. Равнотежа јина и јанга, што је темељ ове борилачке вештине, објашњава везу између душевног (јин и унутрашње) и борилачког (јанг и спољашње) аспекта.

## Јин и јанг у медицини
У традиционалној кинеској медицини, сви физички процеси, знаци и симптоми се могу упростити на јин и јанг.
Код болести могуће су четири различите ситуације:
- вишак јина – нпр. када вишак хладноће у телу потроши топлоту (јанг).
- вишак јанга – нпр. када вишак топлоте (из спољашњости или унутрашњости тела) потроши телесне течности, што доводи до сувоће или високе температуре.
- недостатак јина (потрошени јин) – нпр. када је јин енергија у телу потрошена, јасан знак вишка јанга, води до осећаја „празне топлоте” (слаби, али веома специфични симптоми високе температуре, нпр. црвени образи, грозница, знојење ноћу, врући екстремитети).
- недостатак јанга (потрошени јанг) – када јанг енергија у телу постане спонтано недовољна то је знак вишка јина, што доводи до многих симптома као што су хладноћа и успорена активност.

У том смислу, свака врста лечења може имати један од четири циља, да:
- ублажи јанг
- ублажи јин
- реши се вишка јанга
- реши се вишка јина

У пракси, у зависности од стања организма, стратегије могу да се комбинују, на пример да се реши вишка јина и ублажи јанг.
Јин и јанг и шест патогених фактора
| јин      | јанг          |
| -------- | ------------- |
| /        | Ветар         |
| Хладноћа | Врућина       |
| Влага    | Сувоћа        |
| /        | Летња спарина |

Јин и јанг и људско тело
| јин                        | јанг |
| -------------------------- | --- |
| Предњи део (груди-абдомен) | Леђа |
| Тело                       | Глава |
| Унутрашњост (органи)       | Спољашњост (кожа, мишићи)                                                                                             |
| Испод струка               | Изнад струка |
| Предње-према средини       | Позади-бочно |
| Површина торзоа и удова    | Леђна/позадинска површина удова                                                                                       |
| Структура                  | Функција |
| Крв/Телесне течности       | Ћи (животворна енергија)                                                                                              |
| Задржавање/складиштење     | Трансформација/промена                                                                                                |
| Срце, плућа                | Танко црево, дебело црево                                                                                             |
| Јетра, слезина, бубрези    | Жучна кеса, желудац, бешика                                                                                           |
| Срчана кеса                | Сан Ђиао (орган који је забележен у традиционалној кинеској анатомији који је задужен за регулацију токова кроз тело) |
| Чврсти органи              | Шупљи органи |

Напред и позади
Напред, или предњи део је мек и рањив (јин). Позади, или леђа, садрже кичму која држи ребра, заштиту. Када се људско тело прикаже као да чучи, леђа добијају сунце (јанг), а предњи део тела окренут је ка земљи (јин), у сенци је и заштићен.
Сви канали јанга (сем стомачног канала) теку на леђној или бочној површини тела и удова. Они носе јанг енергију и штите тело од патогених фактора. Јин канали теку предњом, или предњој и према средини, површини тела и удова.
Глава и тело
Јанг канали се или завршавају или почињу на глави. Акупунктурне тачке на глави се могу користити за подизање јанг енергије. Када јанг енергија није расхлађена јин енергијом, може се подићи до главе, изазивајући знаке као што су црвено лице и црвене очи. Патогени јанга, као што су топлота и ветар, лако утичу на главу. Груди и абдомен (јин) су под већим утицајем јин патогена, као што су хладноћа и влага.
Спољашњост и унутрашњост
Спољашњи делови тела као што су кожа и мишићи су јанг. Спољашњост тела га штити од напада спољашњих патогена као што су хладноћа, ветар итд. У класицима се тврди: „јанг је у спољашњости и штити јин”.
Испод струка и изнад струка
Испод струка – ближе земљи (јин); изнад струка, ближе небу (јанг).
- Горњи део је изложенији утицају јанг патогена, на пример ветра.
- Доњи део је изложенији утицају јин патогена, хладноћи, влази итд.

Структура и функција
- Структура = нешто опипљиво, постојано, на пример материја (јин).
- Функција = нешто неопипљиво, нематеријално, акција, енергија итд. (јанг).

Сви делови тела имају структуру (физичку форму) и функцију (своју активност). Међутим, све је релативно. Чак и у јанг категорији функција, постоје јин функције (на пример, задржавање, очување) и јанг функције (трансформација, транспортација, варење, излучивање).
Јин органи су „чврсти”, складиште крв, телесне течности, есенције, Ћи, константо активни, укључени у производњу и складиштење телесних виталних супстанци док су јанг органи „шупљи”, добијају и циркулишу, али не складиште, укључени су у варење, трансформацију, излучивање константно се трансформишу, транспортују и луче производе варења.
Клинички знаци и симптоми се могу тумачити кроз теорију јин јанг. Тамо где су јин и јанг у динамичној равнотежи и постоје хармонично, не постоје симптоми за посматрање. Када су јин и јанг ван равнотеже, они се раздвајају.
На пример :
- када јин не хлади и не храни јанг, јанг се подиже (главобоље, црвено лице, натечене очи, болно грло, крварење носа, иритације, манично понашање)
- када јанг не греје и не активира јин, јин се смањује (хладни удови, успорена активност, слаба циркулација крви, бледо лице, слаба енергија)

У пракси, иако је концепт јин и јанг важан за разумевање симптома и знака, мора се ићи још дубље у анализу да би се поставила дијагноза.
И у медицини, јин и јанг се трансформишу један у другог, али само када су услови добри. Прави моменат одређују унутрашњи квалитети кроз дату ситуацију или феномен. У клиничкој пракси, овај принцип је веома важан.
Болест се спречава кроз живот у равнотежи, а нарушавање може бити, на пример:
- претерани рад (јанг) без одмора, води ка недостатку јин енергије
- претерани унос хладне хране (јин) води ка недостатку телесне јанг енергије
- пушење (додавање јанг енергије у плућа) води ка недостатку јин плућа (и на крају бубрега)

## Јин и јанг у западној филозофији и науци
Идеја о супротностима (јин и јанг, уједињење и хармонија супротности) постоји и у источној и западној филозофији од давнина. Иако не постоје докази о директном утицају кинеске филозофије, у грчкој филозофији се такође појављују слични концепти. Хераклит и Парменид су сматрали да је универзум један и динамички. Како Бертранд Расел пише о Хераклиту:
Он је, међутим, имао још једно мишљење коме је придавао више важности од оног о непрекидном току; то је било учење о мешању супротности. „Људи не знају,” каже он, „да се оно што је у супротности слаже са самим собом. То је усклађивање супротних напетости, као код лука и лире.” Његова вера у борбу повезана је са овом теоријом, јер се супротности у борби тако спајају да стварају кретање које је хармонија. На свету постоји јединство, али то јединство произилази из различитости:
„Парови су ствари које су целина и ствари које нису целина, оно што се привлачи и оно што се одбија, оно што је складно и нескладно. Једно је састављено од свих ствари, а све ствари произилазе из једног.”— Историја западне филозофије, Бертранд Расел, 1998, стр. 60, 
Парменид је другачије видео „Једно”:
Једино истинско биће је „Једно’’, које је бесконачно и недељиво. То није, као код Хераклита, јединство супротности, јер супротности не постоје. Очито да је он мислио да, на пример „ хладно” значи само „ не вруће”, а „ тамно” значи само „ не светло”. Парменид није „ Једно” замишљао као што ми замишљамо Бога; изгледа да је он о томе мислио као о нечему материјалном и свеобухватном, јер о томе говори као о лопти. Али оно се не може делити, јер је целина тога свуда присутна.— Историја западне филозофије, Бертранд Расел, 1998, стр. 65, 
Један број европских научника и интелектуалаца био је вероватно и директно инспирисан кинеским концептом јина и јанга. Готфрид Вилхелм Лајбниц био је немачки филозоф, математичар, правник и дипломата. Такође се бавио филологијом, био је веома фасциниран класичним кинеским језиком. Његова мисао је заснована на Аристотеловој школи филозофије, првенствено је разматрао однос духа и материје, а видљиви су и утицаји кинеске мисли.
Један од најкарактеристичнијих видова његове мисли заснованих на закону о супротности и закону довољног разлога јесте учење о могућности многих светова.
Постоји бескрајан број могућих светова, које је све Бог размотрио пре него што је створио овај стваран свет. Пошто је добар, Бог је одлучио да створи најбољи од свих могућих светова, а сматрао је да би најбољи био онај у коме у највећој мери претеже добро над злим. Он је могао да створи свет који не би садржавао зло, али тај не би био тако добар као што је постојећи свет. То је зато што су нека велика добра логички везана са извесним злом. Да узмемо један тривијалан пример, гутљај хладне воде, на врућини, када сте веома жедни, може да вам пружи тако велико задовољство да вам се чини да је било вредно издржати ранију жеђ, иако је била непријатна, јер без ње ни касније задовољство не би могло да буде тако велико. Слободна воља је велико добро, али је Богу логички било немогуће да подари слободну вољу и истовремено одлучи да неће бити греха. Свет који је настао, иако садржи зло, има много више добра него зла од било ког другог могућег света.— Историја западне филозофије, Бертранд Расел, 1998, стр. 533, 
Нилс Бор, дански физичар, водећи је оснивач квантне механике и зачетник савремене атомистике. Такође је формулисао Принцип комплементарности. Добио је Нобелову награду за физику 1922. године. Дански краљ Фердинанд IX 1947. године додељује Бору титулу витеза (Орден Слона, највиши орден Данске). Бор је сам дизајнирао свој грб који, осим самог Ордена Слона, садржи таиђиту као упечатљиво традиционални представник принципа комплементарности на којем је засновао своје ставове о фундаменталним законима физике, и мото на латинском „contraria sunt complementa”, у преводу - супротности су комплементарне.